# 西田望見・奥野香耶のず〜ぱらだいす
『西田望見・奥野香耶のず〜ぱらだいす』（にしだのぞみ・おくのかやのずーぱらだいす）は、2016年7月6日から2021年12月27日までニコニコ動画で配信されていたインターネットラジオ番組。略称は「ず〜ぱら」。パーソナリティは西田望見と奥野香耶。

## 番組概要
シーサイド・コミュニケーションズ制作番組のポータルサイト「SEASIDE STATION」の開設に合わせて、ニコニコ動画に新設した番組枠『SEASIDE DREAM TIME』（水曜 - 金曜、21:00 - 〈当時〉）で始まった番組のひとつ。パーソナリティの西田・奥野を「チーフ飼育員」、リスナーを「動物さん」に見立て、お互いの交流を通じて成長していこうとする飼育型バラエティ番組。
2016年7月6日、ニコニコ動画シーサイドチャンネルにてスタート。2019年8月20日（第150回）までニコニコ生放送の隔週配信も行っていた。2017年10月3日未明から2020年3月23日未明までは文化放送超!A&G+で本配信を行った。2020年3月30日（第182回）よりニコニコ動画とYouTubeにおける配信に変更。
2020年4月13日（第184回）以降、新型コロナウイルス感染症予防のため、配信を一時中断。2020年5月4日より隔週配信という形で再開した。
2021年12月27日を以て終了した。

## 配信時間
|                      | 配信局                                   | 配信時間                                | 過去の配信時間変遷 ※備考 |
| -------------------- | ---------------------------------------- | --------------------------------------- | --- |
| インターネットラジオ | 超!A&G+                                  | 配信終了                                | - 本放送 毎週火曜（月曜深夜）1:30 - 2:00 （2017年10月3日 - 2020年3月23日） - リピート配信 毎週火曜 13:30 - 14:00 （2017年10月3日 - 2020年3月23日） |
| ライブ配信           | ニコニコ生放送 シーサイドチャンネル      | 配信終了                                | - 隔週水曜 21:00より （2016年7月27日 - 2017年3月22日） - 第1・第3水曜 21:00より （2017年4月5日 - 2017年9月20日） - 隔週火曜 21:30より （2017年10月10日 - 2018年1月23日） - 隔週火曜 22:00より （2018年2月6日 - 2019年8月20日） ※ 事前収録の内容を生放送形式で配信。本編の後には「ず〜ぱら劇場」等の会員限定動画付き。                                                             |
| 動画配信             | ニコニコ動画 シーサイドチャンネル        | 毎週月曜 20:00更新 （2020年3月30日 - ） | - 毎週水曜 21:00更新 （2016年7月6日 - 2017年3月29日） - 第1・第3水曜 22:00更新 （2017年4月5日 - 9月20日） - 毎週火曜 21:30更新 （2017年10月3日 - 2018年3月27日） - 毎週火曜 22:00更新 （2018年4月3日 - 2019年8月20日） - 毎週火曜 22:00更新 （2019年8月27日 - 2019年12月31日） - 毎週火曜 20:00更新 （2020年1月7日 - 2020年3月24日） ※ 隔週の有料動画は本編アーカイブと同時に配信 |
| 動画配信             | YouTube シーサイド・コミュニケーションズ | 毎週月曜 20:00更新 （2020年3月30日 - ） | |

## パーソナリティ
- 西田望見（のぞみる）
- 奥野香耶（かやたん）

## コーナー

### 番組終了時点において実施されていたコーナー
動物さんたちの声
ふつおたコーナー。
飼育のおじかん
リスナーからのリクエストに対してパーソナリティが応えていく。
調教のおじかん
番組がリスナーへ「試練課題」を募集し、試練を乗り越えようとするコーナー。
コミュニケーションのおじかん
リスナーから募集したお題（質問）に対して、パーソナリティが2人同時に答えていく。
そうじのおじかん
リスナーから募集した「心の闇」に対して、パーソナリティが心の掃除をしていく。

### 番組終了時点で終了していたコーナー
迷える動物たちの呼び出し
リスナーから募集した、世間においての迷子状態を発表し、パーソナリティがひとことメッセージを贈る。

## イベント
※太字は番組単独イベント。
| 開催日   | イベント名                                                                            | 会場                         | 備考                                                 |
| 2016年   | 2016年                                                                                | 2016年                       | 2016年                                               |
| -------- | ------------------------------------------------------------------------------------- | ---------------------------- | ---------------------------------------------------- |
| 12月10日 | SEASIDE LIVE FES 2016 前日祭                                                          | 舞浜アンフィシアター         | 「SEASIDE LIVE FES 2016」の前日祭に出演              |
| 2017年   |                                                                                       |                              |                                                      |
| 12月16日 | 西田望見・奥野香耶のず〜ぱらだいす〜集まれ！動物さんたち！〜                          | 杉並区役所勤労福祉会館       | 番組初の単独イベント                                 |
| 2018年   |                                                                                       |                              |                                                      |
| 6月24日  | ず～ぱらフェスティバル2018 〜動物さんたちと文化祭〜 / 〜動物さんたちと体育祭〜        | 科学技術館サイエンスホール   | 2回目のイベント                                      |
| 2019年   |                                                                                       |                              |                                                      |
| 1月20日  | ず～ぱらフェスティバル2019 〜動物さんたちと冬合宿〜 / 〜飼育員昇格試験だ2（にゃん）〜 | 目黒区中小企業センターホール | 3回目のイベント                                      |
| 9月22日  | 西田望見・奥野香耶のず～ぱらだいす ～なかよしHOLIDAY 2019～                           | 時事通信ホール               | 4回目のイベント                                      |
| 11月10日 | シーサイド大文化祭2019                                                                | 科学技術館サイエンスホール   | 番組合同イベント。ず〜ぱらだいすからは奥野香耶が出演 |
| 2022年   |                                                                                       |                              |                                                      |
| 6月18日  | 西田望見・奥野香耶のず～ぱらだいす ◇飼育員さんの卒園式◇                               | 科学技術館サイエンスホール   | レギュラー放送時代の最後のイベント                   |
| 2024年   |                                                                                       |                              |                                                      |
| 10月26日 | 西田望見・奥野香耶のず～ぱらだいすイベント2024 ◇再園◇                                 | 築地本願寺ブディストホール   |                                                      |

## 関連商品
※公式ネットショップは『シーサイドSHOP（西田望見・奥野香耶のず〜ぱらだいす）』を参照。

### CD・DVD
| 販売日   | タイトル名                                                         | 備考                                                                                            |        |
| 2017年   | 2017年                                                             | 2017年                                                                                          | 2017年 |
| -------- | ------------------------------------------------------------------ | ----------------------------------------------------------------------------------------------- | ------ |
| 8月11日  | 西田望見・奥野香耶のず〜ぱらだいす DJCD vol.1                      | オーディオCD（新規収録）+ MP3CD（過去放送第1回 - 第13回）+ 特典DVD（東武動物公園でのロケ）      |        |
| 12月16日 | 西田望見・奥野香耶のず〜ぱらだいすカウントダウンCD2017             | 番組とともにカウントダウンをして年越しを迎えることが出来るCD                                    |        |
| 2018年   |                                                                    |                                                                                                 |        |
| 3月24日  | 西田望見・奥野香耶のず～ぱらだいす DJCD vol.2                      | オーディオCD（新規収録）+ MP3CD（過去放送第14回 - 第26回）+ 特典DVD（東京ドイツ村でのロケ）     |        |
| 3月24日  | 西田望見・奥野香耶のず～ぱらだいす 春から始める動物入門2018 特別CD | オーディオCD（新規収録）                                                                        |        |
| 6月9日   | 西田望見・奥野香耶のず～ぱらだいす～ず～ぱらだいすのなつやすみ～   | オーディオCD（新規収録）                                                                        |        |
| 10月31日 | 西田望見・奥野香耶のず～ぱらだいす DJCD vol.3（みゃお）            | オーディオCD（新規収録）+ MP3CD（過去放送第27回 - 第39回）+ 特典DVD（南ヶ丘牧場でのロケ）       |        |
| 10月31日 | 西田望見・奥野香耶のず～ぱらだいす DJCD vol.4（ほ～ほけきょ）      | オーディオCD（新規収録）+ MP3CD（過去放送第40回 - 第52回）+ 特典DVD（那須どうぶつ王国でのロケ） |        |
| 12月29日 | カウントダウンCD ず～ぱらだいす2018                                | 2018年12月31日23時30分から再生することでパーソナリティ2人とともに年越しを迎えられることが出来る |        |
| 2019年   |                                                                    |                                                                                                 |        |
| 1月20日  | 西田望見・奥野香耶のず～ぱらだいす ～迎春あけおめチャレンジ2019～  | オーディオCD（新規収録）                                                                        |        |
| 5月29日  | 西田望見・奥野香耶のず～ぱらだいす ふたりでクッキー作っちゃお♥     | 新式収録DVD（お菓子作りに挑戦）+ MP3CD（過去放送第53回 - 第65回）                               |        |
| 12月28日 | 西田望見・奥野香耶のず～ぱらだいす 遊園地でかわいく楽しんじゃお♡   | 新規収録DVD（東武動物公園の遊園地ゾーン） + MP3CD（過去放送第66回 - 第78回）                    |        |
| 12月28日 | カウントダウンCD ず～ぱらだいす2019                                | 2019年12月31日23時30分から再生することでパーソナリティ2人とともに年越しを迎えられることが出来る |        |

### グッズ
| 販売日   | グッズ名                                                      | 備考                                                                     |        |
| 2016年   | 2016年                                                        | 2016年                                                                   | 2016年 |
| -------- | ------------------------------------------------------------- | ------------------------------------------------------------------------ | ------ |
| 12月10日 | 西田望見・奥野香耶のず〜ぱらだいす ず〜ぱらカイロケース       | 『SEASIDE LIVE FES 2016（前日祭含む）』会場販売                          |        |
| 2017年   |                                                               |                                                                          |        |
| 8月11日  | 西田望見・奥野香耶のず〜ぱらだいす アクリルキーホルダーセット | 『コミックマーケット92』会場販売                                         |        |
| 12月16日 | ず〜ぱらだいす 集まれ！動物さんたち！ Tシャツ                 | 『西田望見・奥野香耶のず〜ぱらだいす〜集まれ！動物さんたち！〜』会場販売 |        |
| 12月16日 | ホワイトタイガーさんパーカー                                  | 『西田望見・奥野香耶のず〜ぱらだいす〜集まれ！動物さんたち！〜』会場販売 |        |
| 12月16日 | あしあとマフラータオル                                        | 『西田望見・奥野香耶のず〜ぱらだいす〜集まれ！動物さんたち！〜』会場販売 |        |
| 12月16日 | のぞみる・かやたんの動物さんマグカップ                        | 『西田望見・奥野香耶のず〜ぱらだいす〜集まれ！動物さんたち！〜』会場販売 |        |
| 12月16日 | ず〜ぱらだいす入園パスケース                                  | 『西田望見・奥野香耶のず〜ぱらだいす〜集まれ！動物さんたち！〜』会場販売 |        |